# Andrea Gjestvangová
Andrea Gjestvangová (nepřechýleně Andrea Gjestvang; * 10. března 1981) je norská fotografka působící v Berlíně a Oslu.

## Životopis
Je nejznámější svými fotografiemi obětí z Utøya v portrétní sérii „Den v historii“. Snímky z této série jí vynesly cenu Fotografie roku 2012 a v roce 2013 byla jmenována „Fotografkou roku“ na Sony World Photography Awards.
Gjestvangová byla oceněna v několika norských a mezinárodních soutěžích a její fotografie byly publikovány a vystaveny na různých místech světa.